# How to Make It in America
How to Make It in America ou Como Vencer na América é uma série de televisão americana de comédia-drama que correu na HBO a partir de 14 de fevereiro de 2010, para o dia 20 de novembro, 2011. A série segue a vida de Ben Epstein (Bryan Greenberg), e o seu amigo Cam Calderon (Victor Rasuk) como eles tentam ter sucesso no cenário da moda de Nova York. A segunda temporada estreou em 2 de outubro de 2011.
Em 20 de dezembro de 2011, a HBO anunciou o cancelamento do show citando falha para gerar um grande público e buzz. O produtor Executivo Mark Wahlberg expressou a esperança em uma entrevista para a revista GQ em janeiro de 2012 que o show iria voltar em outra rede.

## Enredo
Como Vencer na América seguiu dois empreendedor de vinte e poucos anos, caçando o seu caminho através do cenário da moda de Nova York, determinados a alcançar a sua visão do Sonho Americano. Tentando fazer um nome para si na cidade do competitivo cenário da moda, Ben Epstein e seu amigo e parceiro de negócios Cam Calderon usa a seu conhecimento de rua e conexões para fazer o seu caminho para cima. Com a ajuda de seus amigos bem relacionado, Domingo e Cam primo René,o crescente de empreendedores estabelecidos para torná-lo grande. Eles experimentam o sucesso e os desafios.

## Elenco e personagens

### Elenco principal
- Bryan Greenberg como Ben Epstein
- Victor Rasuk como Cam Calderon
- Lake Bell como Rachel Chapman
- Eddie Kaye Thomas como Davi "Kappo" Kaplan
- Scott 'Kid Cudi' Mescudi como Domingo Marrom
- Luis Guzmán René Calderon
- Shannyn Sossamon como Gingy Wu (Temporada 1)
- Gina Gershon como Nancy Frankenburg (Temporada 2)
- Nicole LaLiberte como Lulu (Temporada 2)
- Julie Claire como Robin (Temporada 2)
- Joe Pantoliano como Felix De Florio (Temporada 2)
- Eriq La Salle como Everton Thompson (Temporada 2)
- James Ransone como Tim

## Produção
Ian Edelman, escreveu o piloto, que o Entourage tripulação de Mark Wahlberg, Stephen Levinson, Rob Weiss e Julian Farino executivo produzido. Edelman e Jada Miranda também foram produtores executivos. "Este show é um divertido passeio pelo centro da cidade cenário, examinando a seção transversal das pessoas e como elas se relacionam com a relevante subculturas em Nova York," Weiss, que foi  produtor executivo do piloto, disse ao The Hollywood Reporter.
A HBO fez de início somente on-line, estréia livre e disponível em vários sites de vídeo, incluindo o iTunes e YouTube. 2ª Temporada estreou na HBO em 2 de outubro de 2011.

### Sequência do título
A sequência de abertura foi criada por Isaac Lobo e direção da dupla Josh & Xander e produzido por @radical.a mídia. A música-tema, "I Need a Dollar", foi realizada pela Aloe Blacc da Stones Throw Records. Filmado na cidade de Nova York, a sequência composta de um vídeo e de fotografia, montagem, trazendo o show de temas fundamentais, como "de grão, a fome, a ambição, o multicultural turbilhão de Nova York e a cultura que transcende busca do todo-poderoso dólar".

## Episódios

### Temporada 1 (2010)
| No. | Título original em inglês e traduzido em português | Diretor(es)     | Escritor(es)                                 | Exibição original       |
| --- | -------------------------------------------------- | --------------- | -------------------------------------------- | ----------------------- |
| 1   | "Pilot Piloto"                                     | Julian Farino   | Ian Edelman e Rob Weiss                      | 14 de fevereiro de 2010 |
| 2   | "Crisp Quebradiço"                                 | Julian Farino   | Rob Weiss                                    | 21 de fevereiro de 2010 |
| 3   | "Paper, Denim + Dollars Papel, Jeans + Dólares"    | Julian Farino   | Ian Edelman                                  | 28 de fevereiro de 2010 |
| 4   | "Unhappy Birthday Aniversário Infeliz"             | Julian Farino   | Ian Edelman & Norman Morril                  | 07 de março de 2010     |
| 5   | "Big in Japan Grande no Japão"                     | Joshua Marston  | Arty Nelson & Donal Lardner Ward & Rob Weiss | 14 de março de 2010     |
| 6   | "Good Vintage Boa Colheita"                        | Jonathan Levine | Seth Zvi Rosenfeld & Ian Edelman             | 21 de março de 2010     |
| 7   | "Keep On Truck'n Mantenha em Truckin"              | Danny Leiner    | Sarah Treem & Rob Weiss                      | 28 de março de 2010     |
| 8   | "Never Say Die Nunca diga morrer"                  | Julian Farino   | Ian Edelman & Rob Weiss                      | 04 de abril de 2010     |

### Temporada 2 (2011)
| No. | Título original em inglês e traduzido em português                | Diretor(es)        | Escritor(es)                     | Exibição original      |
| --- | ----------------------------------------------------------------- | ------------------ | -------------------------------- | ---------------------- |
| 1   | "I'm Good Eu Estou Bem"                                           | Julian Farino      | Ian Edelman                      | 02 de outubro de 2011  |
| 2   | "In or Out Dentro ou Fora"                                        | Julian Farino      | Jill Soloway                     | 09 de outubro de 2011  |
| 3   | "Money, Power, Private School Dinheiro, Poder, Escola Particular" | Simon Cellan Jones | Vince Calandra                   | 16 de outubro de 2011  |
| 4   | "It's Not Even Like That Não é Mesmo Como Aquele"                 | Julian Farino      | Seth Zvi Rosenfeld               | 23 de outubro de 2011  |
| 5   | "Mofongo "                                                        | Miguel Arteta      | Arty Nelson & Donal Lardner Ward | 30 de outubro de 2011  |
| 6   | "I'm Sorry, Who's Yosi? Sinto Muito, Quem é Yosi?"                | Simon Cellan Jones | Ariel Schrag                     | 06 de novembro de 2011 |
| 7   | "The Friction O Atrito"                                           | Danny Leiner       | Jill Soloway                     | 13 de novembro de 2011 |
| 8   | "What's in a Name O que há em um nome?"                           | Simon Cellan Jones | Ian Edelman                      | 20 de novembro de 2011 |

## Recepção
A primeira temporada recebeu críticas mistas. Atualmente, tem uma pontuação de 59/100 na revisão agregado Metacritic. David Hinkley do Daily News de Nova Iorque deu o show de uma análise positiva, dando o show de 4/5 estrelas, e chamando-o de "vencedor". Brian Lowry da Variedade era duvidoso da série, afirmando que "a restrição de um dramático salto de qualidade" provavelmente não seria a última paga por cabo. Marcos Perigard do Boston Herald escreveu criticamente, dizendo: "este triste saco de um show joga como uma Costa Leste, economicamente desafiados a versão de seu hit da HBO Entourage." Randee Dawn of The Hollywood Reporter disse que o programa "não é como textura e fascinante como ele pensa que é". Outros comentários, no entanto, favoreceu o show, em comparação com o Entourage.
A segunda temporada começou com muito mais críticas positivas e, atualmente, detém um Metascore de 79/100. Maureen Ryan, do Huffington Post , escreveu o show tem "um pouco mais de disciplina e foco do que eles fizeram na 1 ª temporada." Phillip Maciak da Slant Magazine também acrescentou que o show é "ancorada pelo lindo design de produção e o popular naturalismo de suas performances, How to Make It in America dramatiza este particular momento cultural com estilo incomum e um pouco de graça."